# Paul Bley
Paul Bley (Montréal, 10 novembre 1932 – Stuart, 3 gennaio 2016) è stato un pianista canadese, conosciuto per aver dato un grande contributo al free jazz.

## Biografia
Paul Bley era nato a Montréal, in Canada, ma ha vissuto a lungo negli Stati Uniti.
La sua musica è caratterizzata da composizioni che oscillano tra l'astrazione e la melodia. Negli anni cinquanta ha fondato il Jazz Workshop a Montréal, insieme a Charlie Parker, con il quale ha inciso dischi e suonato dal vivo. Nello stesso periodo Bley suonò anche con Lester Young e Ben Webster.
Nel 1953, insieme a Charles Mingus e alla sua orchestra, parteciperà per la prima volta a un'incisione in studio, nell'album dal titolo Charles Mingus and his Orchestra. Nel 1960 suona ancora con il gruppo di Charles Mingus, e l'anno successivo entra nel trio del sassofonista e clarinettista Jimmy Giuffre (con il contrabbassista Steve Swallow). Nello stesso anno sposa Carla Borg che, dopo aver preso il cognome del marito, lo conserverà per il resto della sua carriera nonostante i due si siano separati dopo non molti anni di matrimonio.
Nel 1958 si unisce per un breve periodo a Don Cherry, Ornette Coleman, Charlie Haden e Billy Higgins per suonare all'Hillcrest Club in California. Nella primavera del 1964 fonda il gruppo free jazz Jazz Composers Guild, con il quale suonerà a New York. Il gruppo suonava nei weekend durante delle feste intitolate jazz revolution.
Dopo aver pubblicato nel 1999 un'autobiografia, Bley ha continuato a suonare fino alla soglia degli 80 anni di età. La sua ultima incisione risale al 2008, anno in cui registrò il concerto di Oslo che la casa discografica ECM pubblicò 6 anni più tardi con il titolo Play Blue.

## Discografia parziale
- 1958: Solemn meditation
- 1963: Footloose!
- 1964: Barrage
- 1965: Touching
- 1967: Ramblin' with Bley
- 1970: Paul Bley with Gary Peacock
- 1971: Ballads
- 1971: Escalator over the hill (con Carla Bley e Paul Haines)
- 1971: The Paul Bley Synthesizer show
- 1972: Dual Unity (con Annette Peacock)
- 1973: Open, to love
- 1973: Paul Bley/NHØP (con Niels-Henning Ørsted Pedersen)
- 1974: Quiet Song (con Bill Connors e jimmy Giuffre)
- 1975: Alone, Again
- 1976: Jaco Pastorius / Pat Metheny / Bruce Ditmas / Paul Bley
- 1977: Pyramid (con Bill Connors e Lee Konitz)
- 1985: Diane (con Chet Baker)
- 1986: Fragments
- 1987: My Standard (con Jesper Lundgaard cb e Billy Hart drums
- 1988: Notes (con Paul Motian)
- 1988: The Paul Bley quartet
- 1990: Partners (con Gary Peacock)
- 1990: Right time right place (con Gary Burton)
- 1990: The life of a trio: Saturday (con Jimmy Giufre e Steve Swallow)
- 1990: The life of a trio: Sunday (con Jimmy Giufre e Steve Swallow)
- 1991: A musing (con Jon Ballantyne)
- 1991: Jimmy Giuffre 3 - Fusion/Thesis (1961) (con Jimmy Giufre e Steve Swallow)
- 1992: Memoirs (con Charlie Haden e Paul Motian)
- 1992: Plays Carla Bley
- 1993: Homage to Carla Bley
- 1993: In the evenings out there
- 1995: Time will tell (con Evan Parker e Barre Phillips)
- 1996: Touché (con Kenny Wheeler)
- 1997: Films
- 1997: Mindset (con Gary Peacock)
- 1999: Not two, not one (con Gary Peacock e Paul Motian)
- 2001: Sankt Gerold (con Evan Parker e Barre Phillips)
- 2004: Nothing to Declare
- 2007: Solo in Mondsee
- 2014: Play blue